# Alticola olchonensis
Alticola olchonensis és una espècie de mamífer rosegador de la família dels cricètids. Viu a Olkhon i Ogoi, dues illes del llac Baikal (est de Rússia). El seu hàbitat natural són les estepes rocoses. Es desconeix si hi ha cap amenaça significativa per a la supervivència d'aquesta espècie. El seu nom específic, olchonensis, significa ‘d'Olkhon’ en llatí.